# چگونه اژدهای خود را تربیت کنیم
چگونه اژدهای خود را تربیت کنیم (به انگلیسی: How To Train Your Dragon) که در ایران با نام‌های مربی اژدها و اژدهاسواران نیز شناخته می‌شود، یک فیلم پویانمایی رایانه‌ای آمریکایی در ژانر اکشن فانتزی به کارگردانی کریس سندرز و دین دبلوا است که بر اساس رمانی به همین نام و به قلم کرسیدا کاول ساخته شده و محصول شرکت دریم‌ورکس انیمیشن است. این فیلم توسط پارامونت پیکچرز در ۲۶ مارس ۲۰۱۰ اکران شد. جی باروشل، جرارد باتلر، کریگ فرگوسن، آمریکا فررا، جونا هیل، کریستوفر مینتس-پلس، تی جی میلر و کریستن ویگ از صداپیشگان این انیمیشن هستند. داستان این فیلم که در دنیای افسانه‌ای واکینگ‌ها در سرزمینی به نام برک که مدام مورد حمله اژدهایان قرار می‌گیرد، اتفاق می‌افتد؛ دربارهٔ یک وایکینگ نوجوان به نام هیکاپ است که آرزو دارد طبق سنت قبیله‌اش به یک اژدهاکش تبدیل شود.
چگونه اژدهای خود را تربیت کنیم در ۲۱ مارس ۲۰۱۰ در آمفی‌تئاتر گیبسون و پنج روز بعد در تاریخ ۲۶ مارس در سینماهای ایالات متحده اکران شد. فیلم با موفقیت تجاری همراه بود و نزدیک به ۵۰۰ میلیون دلار فروش رفت و تحسین گسترده منتقدان را درپی‌داشت. داستان، نویسندگی، صداپیشگی، موسیقی و سکانس‌های سه‌بعدی مورد ستایش قرار گرفت. این فیلم در هشتاد و سومین دوره جوایز اسکار نامزد دریافت جایزه اسکار بهترین فیلم پویانمایی و جایزه اسکار بهترین موسیقی فیلم شد. همچنین نامزد جایزه بفتای بهترین موسیقی فیلم، جایزه بهترین پویانمایی و نامزد جایزه گلدن گلوب بهترین فیلم پویانمایی شد. چگونه اژدهای خود را تربیت کنیم ده جایزه آنی از جمله بهترین پویانمایی را دریافت کرد.
دنباله‌ای بر این فیلم با عنوان چگونه اژدهای خود را تربیت کنیم ۲ در ۱۳ ژوئن ۲۰۱۴ به نمایش درآمد و در سال ۲۰۱۹ نسخه سوم آن یعنی چگونه اژدهای خود را تربیت کنیم: دنیای پنهان وارد بازار شد که هر دو دنباله به‌طور گسترده‌ای مورد تحسین قرار گرفتند.

## داستان
داستان این فیلم که بر اساس رمانی از کرسیدا کوول نوشته شده است و دربارهٔ یک وایکینگ جوان بنام «هیکاپ» است که در سرزمینش (برک) مدام مورد حمله اژدهایان قرار می‌گیرد و مردم این سرزمین (وایکینگ‌ها) شجاعانه به جنگ با اژدهایان می‌پردازند؛ ولی هیکاپ توانایی جنگیدن با آنان را ندارد و حتی اگر هم داشته باشد، (به خاطر جثه کوچکش) اجازه ندارد اینکار را بکند. در این بین، اژدهایی وجود دارد بنام «خشم شب» که از همه اژدهایان دیگر خطرناک‌تر و وحشتناک‌تر است که هیچ وایکینگی تا به حال موفق به کشتن او نشده است. هیکاپ که پدرش رئیس وایکینگ‌ها است، یک شب که اژدهایان حمله کرده‌بودند، مخفیانه به کمین اژدهایی می‌نشیند و به‌طور اتفاقی یک خشم شب را به‌دام می‌اندازد و این اژدها به جایی دوردست می‌افتد.
رئیس قبیله وایکینگ‌ها برای جلوگیری از حملات اژدهایان با کشتی به جستجوی لانه اژدهایان می‌رود و در غیاب او هیکاپ به اصرار پدرش، در تمرین‌های اژدها کشی شرکت می‌کند و در این بین با خشم شبی که بدام انداخته بود، دوست می‌شود و اسم او را «بی دندان» می‌گذارد و با شناخت تدریجی نقطه ضعف‌های بی دندان موفق به شکست دادن اژدهایانی می‌شود که در زمین تمرین وجود داشتند. او بعدها می‌فهمد که اژدهایان اصلاً خطرناک نیستند و فقط برای بدست آوردن غذا به آنها حمله می‌کنند. هیکاپ در یکی از امتحانات در زمین تمرین مورد تهاجم یکی از اژدهایان خطرناک قرار می‌گیرد و بی دندان متوجه می‌شود و به کمک هیکاپ می‌آید و در زمین تمرین وایکینگ‌ها بی‌دندان را برای پیدا کردن لانهٔ اژدها اسیر می‌کنند و به همراه بی دندان به لانه اژدهایان حمله می‌کنند. در آن زمان هیکاپ که می‌دانست در آنجا اژدهایی بزرگ زندگی می‌کند، به وسیله اژدهایان زمین تمرین به لانه آنها می‌رود و وایکینگ‌ها را می‌بیند که مورد تهاجم اژدهای بزرگ قرار گرفته‌اند و بی‌دندان را آزاد می‌کند و به همراه بی‌دندان به جنگ اژدهای بزرگ می‌رود او را شکست می‌دهد و خود نیز پای چپ خود را از دست می‌دهد و وقتی بیدار می‌شود می‌بیند که وایکینگ‌ها با اژدهایان دوست شده‌اند و او توسط اهالی قبیله‌اش تحسین می‌شود. برک دوران جدیدی را آغاز می‌کند، دورانی که در آن اژدهایان و انسان‌ها دوست شده‌اند.

## گویندگان
- جی باروشل در نقش هیکاپ: پسر استویک
- آمریکا فررا در نقش آسترید: دوست و معشوقه هیکاپ
- جرارد باتلر در نقش استویک: پدر هیکاپ و رئیس قبیله
- کریگ فرگوسن در نقش گابر: آهنگر برک، دوست صمیمی استویک، او سربازان را برای مقابله با اژدهایان تعلیم می‌دهد.
- کریستوفر مینتس-پلس در نقش فیشلکس: جوانی مشتاق و با دانش در زمینه اژدهایان.
- جونا هیل در نقش اسنات‌لات: یکی از هم‌کلاسی‌های هیکاپ در تمرین‌های اژدهاکشی، او اعتماد به نفس زیادی دارد اما قابل اعتماد است.
- تی جی میلر و کریستن ویگ به ترتیب در نقش‌های تاف نات و راف نات: دوقلوهایی که هم‌کلاسی هیکاپ هستند.
- دیوید تننت در نقش پدر اسنات‌لات.

## دنباله
بعد از موفقیت بزرگ این انیمیشن، هم بین مردم و هم بین منتقدین، کارگردان فیلم، دین دبلوا کارگردانی قسمت دوم آن را هم بر عهده گرفت که در ۱۳ ژوئن در سال ۲۰۱۴ منتشر شد. کمپانی دریم‌ورکس انیمیشن و فاکس قرن بیستم در نظر داشتند تا قسمت سوم این انیمیشن در سال ۲۰۱۶ اکران شود، اما کارگردان آن دین دبلوا اعلام کرد که ب/ه سه سال برای ساخت یک انیمیشن خوب نیاز دارد. پس اکران به اوایل ۲۰۱۷ عقب اقتاد، اما کمپانی پیکسار برای آن تاریخ انیمیشن دیگری در نظر داشت، که به همین علت تاریخ اکران به اوایل ۲۰۱۸ تغییر یافت، که طی آخرین اخبار از طرف بانک اطلاعات اینترنتی فیلم‌ها به علت مشکلات مالی بازهم تاریخ اکران تغییر و به مارس ۲۰۱۹ انتقال یافت، دقیقاً در همان ماهی که قسمت اول اکران شد.
سرانجام دو سری سینمایی چگونه اژدهای خود را تربیت کنیم ۲ و دنیای پنهان و چند سری و کوتاه و چند فصل سریالی از این پویانمایی منتشر شد.
بر طبق اعلام کمپانی دریم ورکس انیمیشن، تیم سازندهٔ قسمت سوم، همان تیمی است که قسمت اول و دوم را ساخته است.